# Corticaria camerunensis
Corticaria camerunensis là một loài bọ cánh cứng trong họ Latridiidae. Loài này được Dajoz miêu tả khoa học năm 1980.